# Campeonato Europeo de Lucha de 1984
El XXXVI Campeonato Europeo de Lucha se celebró en Jönköping (Suecia) en el año 1984 bajo la organización de la Federación Internacional de Luchas Asociadas (FILA) y la Federación Sueca de Lucha.

## Resultados

### Lucha grecorromana
| Evento  | Oro                          | Plata                                              | Bronce                       |
| ------- | ---------------------------- | -------------------------------------------------- | ---------------------------- |
| 48 kg   | Maguiatdin Alajverdiyev URSS | Vincenzo Maenza · Italia · Ortse Ortsev · Bulgaria | —                            |
| 52 kg   | Minseit Tazetdinov URSS      | Mihai Cişmaşu Rumania                              | Velin Dogandzhidski Bulgaria |
| 57 kg   | Kamil Fatkulin URSS          | Pasquale Passarelli RFA                            | Petar Balov Bulgaria         |
| 62 kg   | Kamandar Madzhidov URSS      | Günter Reichelt RDA                                | Constantin Uță Rumania       |
| 68 kg   | Mijail Prokudin URSS         | Ștefan Negrișan Rumania                            | Panayot Kirov Bulgaria       |
| 74 kg   | Roger Tallroth · Suecia      | Borislav Velichkov Bulgaria                        | Mijail Mamiashvili URSS      |
| 82 kg   | Teimuraz Apjazava URSS       | Anguel Bonchev Bulgaria                            | Jarmo Övermark · Finlandia   |
| 90 kg   | Atanas Komchev Bulgaria      | Igor Kanyguin URSS                                 | Yeoryos Pozidis · Grecia     |
| 100 kg  | Tamás Gáspár · Hungría       | Thomas Horschel RDA                                | Nikolai Balboshin URSS       |
| +100 kg | Alexandar Tomov Bulgaria     | Henryk Tomanek · Polonia                           | Igor Rostorotski URSS        |

### Lucha libre
| Evento  | Oro                      | Plata                                              | Bronce                    |
| ------- | ------------------------ | -------------------------------------------------- | ------------------------- |
| 48 kg   | Serguei Kornilayev URSS  | László Bíró · Hungría                              | Adem Jasanov Bulgaria     |
| 52 kg   | Šaban Trstena Yugoslavia | Valentin Yordanov Bulgaria                         | Rajim Navrusov URSS       |
| 57 kg   | Serguei Beloglazov URSS  | Brian Aspen Reino Unido                            | Gueorgui Kalchev Bulgaria |
| 62 kg   | Simeon Shterev Bulgaria  | Viktor Alexeyev URSS                               | József Orbán · Hungría    |
| 68 kg   | Arsen Fadzayev URSS      | Jan Szymański · Polonia                            | Kamen Penev Bulgaria      |
| 74 kg   | Taram Magomadov URSS     | Martin Knosp RFA                                   | Kemal Padarev Bulgaria    |
| 82 kg   | Efraim Kamberov Bulgaria | Reiner Trik RFA                                    | Lukman Zhabrailov URSS    |
| 90 kg   | Vaja Yevloyev URSS       | İsmail Temiz Turquía                               | Jan Górski · Polonia      |
| 100 kg  | Magomed Magomedov URSS   | Uwe Neupert RDA                                    | Tomasz Busse · Polonia    |
| +100 kg | —                        | Salman Jasimikov · URSS · Adam Sandurski · Polonia | Andreas Schröder RDA      |

1. ↑  Salman Jasimikov y Adam Sandurski se enfrentaron en la final, al finalizar el combate y tras no marcar ninguno de los dos puntos, los jueces decidieron no otorgar la medalla de oro, dejando a los dos con la medalla de plata.

## Medallero
| Núm. | País        | Oro | Plata | Bronce | Total |
| ---- | ----------- | --- | ----- | ------ | ----- |
| 1    | URSS        | 12  | 3     | 5      | 20    |
| 2    | Bulgaria    | 4   | 4     | 7      | 15    |
| 3    | Hungría     | 1   | 1     | 1      | 3     |
| 4    | Suecia      | 1   | 0     | 0      | 1     |
| 4    | Yugoslavia  | 1   | 0     | 0      | 1     |
| 6    | Polonia     | 0   | 3     | 2      | 5     |
| 7    | RDA         | 0   | 3     | 1      | 4     |
| 8    | RFA         | 0   | 3     | 0      | 3     |
| 9    | Rumania     | 0   | 2     | 1      | 3     |
| 10   | Italia      | 0   | 1     | 0      | 1     |
| 10   | Reino Unido | 0   | 1     | 0      | 1     |
| 10   | Turquía     | 0   | 1     | 0      | 1     |
| 13   | Finlandia   | 0   | 0     | 1      | 1     |
| 13   | Grecia      | 0   | 0     | 1      | 1     |
|      | TOTAL       | 19  | 22    | 19     | 60    |